# أوكوريبيتو
أوكوريبيتو (باليابانية: おくりびと)　هو فيلم ياباني من إنتاج عام 2008 وإخراج يوجيرو تاكيتا. حصل على جائزة الأوسكار لأفضل فيلم بلغة أجنبية لعام 2009 وبلغت عائداته ما يزيد على 60 مليون دولار أمريكي في اليابان وحدها.

## القصة
كان دايغو كوباياشي (يقوم بدوره الممثل ماساهيرو موتوكي) عازف لآلة التشيلو في أوركسترا في طوكيو، إلا أن الفرقة حلت بأمر من ممولها وفقد عمله. قرر على إثرها التقاعد من عمله كعازف والانتقال مع زوجته إلى بلدة مسقط رأسه في ساكاتا في محافظة ياماغاتا. وفي ذات يوم وجد إعلان للعمل كتب فيه «مساعد للرحلات»، وقرر الذهاب لمقابلة العمل ظاناً منه أن العمل يتعلق بالسفريات إلا أنه يفاجئ بأنه ما قصد من كلمة «الرحلات» كان هو «الرحلة الأخيرة» للإنسان وكان العمل هو عبارة عن حانوتي وعمله هو تكفين الأموات وإعدادهم لرحلتهم الأخيرة في التابوت. قرر صاحب الشركة (إن كي إيجنسي) أن يوظف دايغو فورا براتب مرتفع يصل إلى 500 ألف ين شهريا على الرغم من نفور دايغو من العمل عندما علم بتفاصيله، وقرر دايغو القبول بالعمل على مضض. إلا أنه عندما عاد للمنزل لم يستطع إخبار زوجته عن طبيعة عمله الجديد بل اكتفى بقوله بأن العمل يتعلق بالمناسبات والطقوس فاعتقدت الزوجة أن عمله الجديد هو في شركة لتجهيز حفلات الزفاف.
كان اليوم الأول لدايغو في العمل عصيبا، حيث طلب منه التمثيل كشخص ميت لتصوير فيلم توثيقي عن عمل مكفن الأموات، أما يومه الثاني فكان في مساعدة مدير الشركة على تجهيز وتكفين سيدة توفيت قبل أسبوعين إلا أنه لم يكشف عن جثتها إلا متأخرا بعد أن تفسخت في المنزل، وعند عودته من العمل اكتشف أن رائحة الجسد الميت قد التصقت به فقرر الذهاب إلى حمام عام تديره أسرة ياماشيتا وهي أسرة أحد أصدقاءه القدامى للاستحمام.
استمر دايغو في العمل وتقدم به يوما بعد يوم، إلا أنه ذات يوم قابل صديقه ياماشيتا الذي نهره طالبا منه أن يترك عمله وأن يبحث له عن عمل لائق. وعندما عاد إلى المنزل وجد أن زوجته اكتشف الفيلم الذي كان قد صوره وهو يمثل دور الشخص الميت عن طريقة تكفين الأموات، وطلبت منه ترك ذلك العمل على الفور إلا أنه رفض متسببا في حمل زوجته على ترك المنزل.
في أحد الأيام وبعد أن تهكم على عمله أحد أقرباء أحد المتوفين عاد حزينا إلى الشركة وقرر إخبار المدير بأنه يريد ترك العمل، إلا أن المدير دعاه إلى الغداء وأخبره عن قصته وكيف أن زوجته كانت أو من أعد لها كفنها وتابوتها عندما بدأ هذا العمل بالإضافة إلى شرح فلسفته التي دعته إلى الاستمرار في هذا العمل.
عادت ميكا زوجة دايغو بعد فترة إلى المنزل لتعلمه بأنها قد حملت وتطلب منه ترك عمله الذي سيكون أطفاله خجلين منه في المستقبل، إلا أنه وفي ذلك الأثناء يتلقى مكالمة تخبره بأن أم صديقه ياماشيتا مديرة الحمام العام قد ماتت فيسارع مع زوجته لتكفينها وتشاهده زوجته للمرة الأولى وهو يعمل. وبعد ذلك وفي محرقة صاحبة الحمام يلتقي مع عامل المحرقة الذي يشرح كيف أنه يعتقد أن الموت هو ليس نهاية لشيء بل هو عبارة عن بوابة يمر بها الأشخاص للانتقال إلى عالم آخر وهو دائما يودعهم بعبارة «لنلتقي مرة أخرى!» كما يخبر ابن صاحبة الحمام كيف أنه كان على علاقة حب سرية مع أمه وأنهما احتفلا بليلة عيد الميلاد سوية.
ويوم لاحق تصل برقية إلى منزل دايغو تقول بأن والده الذي لم يلتق به منذ 30 عام قد توفي. إلا أن دايغو الذي كان يكره والده لأنه تركه وهو صغير مع أمه لتربيه وحدها رفض الذهاب لاستلام الجثة. إلا أن سكرتيرة الشركة التي حدثته عن تجربة مماثلة لها مع ابنها الذي كان عمره 6 سنوات ترجته بأن يذهب ويودع أبوه. وعندما وصل إلى منزل أبيه لم يستطع التعرف عليه وتساءل عن قيمة حياة شخص عاش ما يزيد على 70 عاما ولم يترك خلفه سوى صندوق أغراض. ثم عندما حضر مكفن الأموات قام بسرعة ليحمل أبيه ويضعه في التابوت دون أي تكفين أو تحضير أو تجميل أثار ذلك غضب دايغو من الطريقة التي عاملوا بها الجثة وأوقفهم ليقوم هو بإعداد الجثة بنفسه. وبعد أن جمل أبيه وحلق له لحيته تعرف عليه ووجد في يده الملتفة حصاة كان قد أعطاها له عندما كان صغيرا قبل أكثر من 30 عاما، فأخذ بها وقربها إلى بطن زوجته ميكا الحامل.

## وصلات خارجية
- أوكوريبيتو على موقع IMDb (الإنجليزية)
- أوكوريبيتو على موقع ميتاكريتيك (الإنجليزية)
- أوكوريبيتو على موقع روتن توميتوز (الإنجليزية)
- أوكوريبيتو على موقع نتفليكس (الإنجليزية)
- أوكوريبيتو على موقع ألو سيني (الفرنسية)
- أوكوريبيتو على موقع Turner Classic Movies (الإنجليزية)
- أوكوريبيتو على موقع أول موفي (الإنجليزية)
- أوكوريبيتو على موقع فيلمافينيتي (الإسبانية)
- أوكوريبيتو على موقع قاعدة بيانات الأفلام السويدية (السويدية)
- أوكوريبيتو على موقع قاعدة بيانات الفيلم (الإنجليزية)
- الموقع الرسمي